# Ritual (White Lies)
Ritual is het tweede studioalbum van de Britse indierockband White Lies. Het is op 17 januari 2011 uitgebracht onder het label 'Fiction Records. Het album is opgenomen in de Assault & Battery Studios in London met Alan Moulder en Max Dingel als producers. De Tom Hingston Studio verzorgde het artwork.
De hoofdsingle van het album, 'Bigger Than Us' werd uitgebracht op 3 januari 2011.
Er werd ook een kortfilm gemaakt met dezelfde titel en die bevat drie nummers van het album: 'Bad Love', 'Holy Ghost' en 'Bigger Than Us'.